# Коцикл
Коцикл — минимальный разрез, минимальное множество рёбер, удаление которого делает граф несвязным.
1-коцикл Чеха {\displaystyle \{u_{\alpha \beta }:U_{\alpha }\to \mathrm {Aut} \,F\}}
- Отображения перехода удовлетворяют условию 1-коцикла Чеха:

Если {\displaystyle x\in U_{\alpha }\cap U_{\beta }\cap U_{\gamma }}, то {\displaystyle u_{\beta \alpha }(x)=u_{\beta \gamma }(x)\circ u_{\gamma \alpha }(x)}.
Коциклы называются когомологичными, если они лежат в одной орбите этого действия.
{\displaystyle \alpha \in H^{k}(M)} — коцикл, {\displaystyle \frown } обозначает {\displaystyle \frown }-умножение гомологических и когомологических классов
можно ввести понятия коциклов {\displaystyle Z^{k}(X,G)=\mathrm {ker} \,\delta ^{k}}